# Flotylla Wołżańsko-Kamska
Flotylla Wołżańsko-Kamska (ros. Волжско-Камская флотилия) - bojowa flotylla rzeczna białych podczas wojny domowej w Rosji
Po zdobyciu Samary przez oddziały białych i Korpusu Czechosłowackiego na pocz. czerwca 1918 r., dowództwo nowo utworzonej Ludowej Armii Komucza wydało rozkaz o sformowaniu bojowej flotylli rzecznej na Wołdze. Rzeka miała znaczenie strategiczne, gdyż stanowiła jedną z głównych arterii komunikacyjnych na tym obszarze.
Flotylla Wołżańska była tworzona z inicjatywy 2 miczmanów Gieorgija A. Mejrera i W. A. Jerszowa. Początkowo otrzymała oficjalną nazwę Rzecznej Bojowej Floty Komucza. Dowództwo objął miczman W. A. Jerszow, zaś miczman G. A. Mejrer stanął na czele 1 dywizjonu.
W tym czasie cała flotylla składała się jedynie z zarekwirowanych 2 parochodów: "Фельдмаршал Милютин" i "Вульф". Były one uzbrojone w 2 działa polowe i kilka karabinów maszynowych. Do walki weszły już na pocz. lipca 1918 r. w rejonie wsi Klimowka, kiedy wspomogły ogniem artyleryjskim oddział ppłk. Władimira O. Kappela. 10 lipca walczyły pod Syzraniem, w dniach 17-22 lipca pod Symbirskiem, zaś w dniach 1-7 sierpnia pod Kazaniem, wspierając natarcie oddziałów Ludowej Armii Komucza i Korpusu Czechosłowackiego wzdłuż Wołgi. W tym czasie funkcję szefa sztabu flotylli objął por. Nikołaj G. Fomin.
Liczebność statków stopniowo się powiększała, osiągając w październiku ponad 40 parochodów, kutrów i innych statków pomocniczych. Ponadto w skład flotylli wchodziły dwie kompanie "piechoty morskiej" i kilka oddziałów karabinów maszynowych. Pod koniec lipca flotylla została podzielona na dwa dywizjony: 1 Północny (działający w górę Wołgi od strony Symbirska i Kazania) pod dowództwem miczmana G. A. Mejrera i 2 Południowy (działający w dół Wołgi w kierunku na Chwałyńsk i Wolsk), dowodzony przez miczmana Dmitrijewa. W skład 1 Dywizjonu Północnego wchodziły statki "Милютин", "Орел", "Вульф", "Ределя", "Рыбак", "Козлов" i "Труд" (wkrótce pojawiła się też pływająca bateria "Чехословак"), zaś 2 Południowego "Вандал", "Коммерсант", "София", "Грозный", "Чеченец", "Горец" i "Могучий". 10 sierpnia, po zdobyciu Kazania, został utworzony 3 dywizjon, którego dowódcą został kpt. 2 rangi Piotr P. Fieodosjew. W tym czasie na czele 1 i 3 dywizjonu stanął kontradmirał Gieorgij K. Stark.
We wrześniu statki 1 dywizjonu uczestniczyły w ewakuacji Kazania, wywożąc do Samary m.in. wielkie zapasy złota i środków finansowych. Wkrótce 1 i 3 dywizjony odpłynęły na rzekę Kamę, a stamtąd na Białą. Natomiast 3 dywizjon działał w rejonie Samary, wspierając ewakuację z miasta wojsk białych. 8 października jego statki zostały rozbrojone, działa i karabiny maszynowe wsadzone na wagony i odprawione na Syberię. Jednakże w Ufie wagony z uzbrojeniem przejął gen. S. N. Liupow, który postanowił wykorzystać je do własnych celów. Między nim a dowództwem Flotylli Wołżańskiej doszło do silnego konfliktu, w wyniku którego kontradmirał G. K. Stark został oddany pod sąd polowy za rzekome samowolne wysłanie statków flotylli na rzekę Białą.
4 listopada stanowisko Ministra Wojny i Morskiego objął adm. Aleksandr W. Kołczak. Wziął on dowództwo flotylli pod swoje skrzydła, zwalniając jednocześnie kontradmirała G. K. Starka z wszelkich zarzutów. Po "zamachu stanu" w Omsku 18 listopada, po którym adm. A. W. Kołczak objął najwyższą władzę na Syberii, wagony z uzbrojeniem Flotylli Wołżańskiej ruszyły z Ufy do punktu docelowego. Około 200 marynarzy flotylli zostało odkomenderowanych do Krasnojarska, gdzie była formowana Samodzielna Brygada Strzelców Morskich.
W kwietniu 1919 r. na czele flotylli, działającej na Kamie, stanął kontradmirał Michaił I. Smirnow, b. Minister Morski w rządzie adm. A. W. Kołczaka. Od pocz. maja flotylla, licząca 12 dobrze uzbrojonych statków różnego rodzaju, prowadziła działania bojowe. Często dochodziło do walk ze statkami bolszewickiej Wołżańskiej Flotylli Wojennej. Do największej doszło 24 maja w rejonie wsi Swiatoj Kliucz, kiedy 7 statków białych zaatakowały nieprzyjacielskie statki 2 i 4 dywizjonu, ostrzeliwujące miasto Jelabuga, po czym zmusiło je do odwrotu (bolszewicy stracili zatopione statki "Терек" i "Рошаль").
Na przełomie maja i czerwca 5 statków flotylli (m.in. parochody "Соликамск", "Кент", "Статный" i sztabowy "Волга") działało na rzece Kamie od wsi Tichije Gory do ujścia rzeki Białej. Zabezpieczały one przeprawę przez Kamę wojsk Grupy Południowej Armii Syberyjskiej gen. G. A. Wierżbickiego ewakuowanych z Sarapułu, ostrzeliwując oddziały bolszewickie podchodzące do brzegu.
Po zdobyciu Perma przez wojska bolszewickie na pocz. sierpnia, flotylla była zmuszona odpłynąć w stronę ujścia rzeki Czusowaja w rejonie wsi Liewszino, gdzie doszło do pożaru kilku statków. Pozostałe w sierpniu przepłynęły do Tiumeni, po czym statki wydzielono dla sformowania innych rzecznych oddziałów i flotylli, m.in. Obskiej Rzecznej Flotylli Bojowej. Ponad 1,5 tys. marynarzy stało się zaczątkiem nowo formowanego w Omsku Samodzielnego Morskiego Batalionu Ćwiczebnego.